# Шлайх, Йорг
Йорг Шлайх (нем. Jörg Schlaich; 17 октября 1934, Кернен, Штутгарт — 4 сентября 2021, Берлин) — немецкий инженер и архитектор.

## Биография

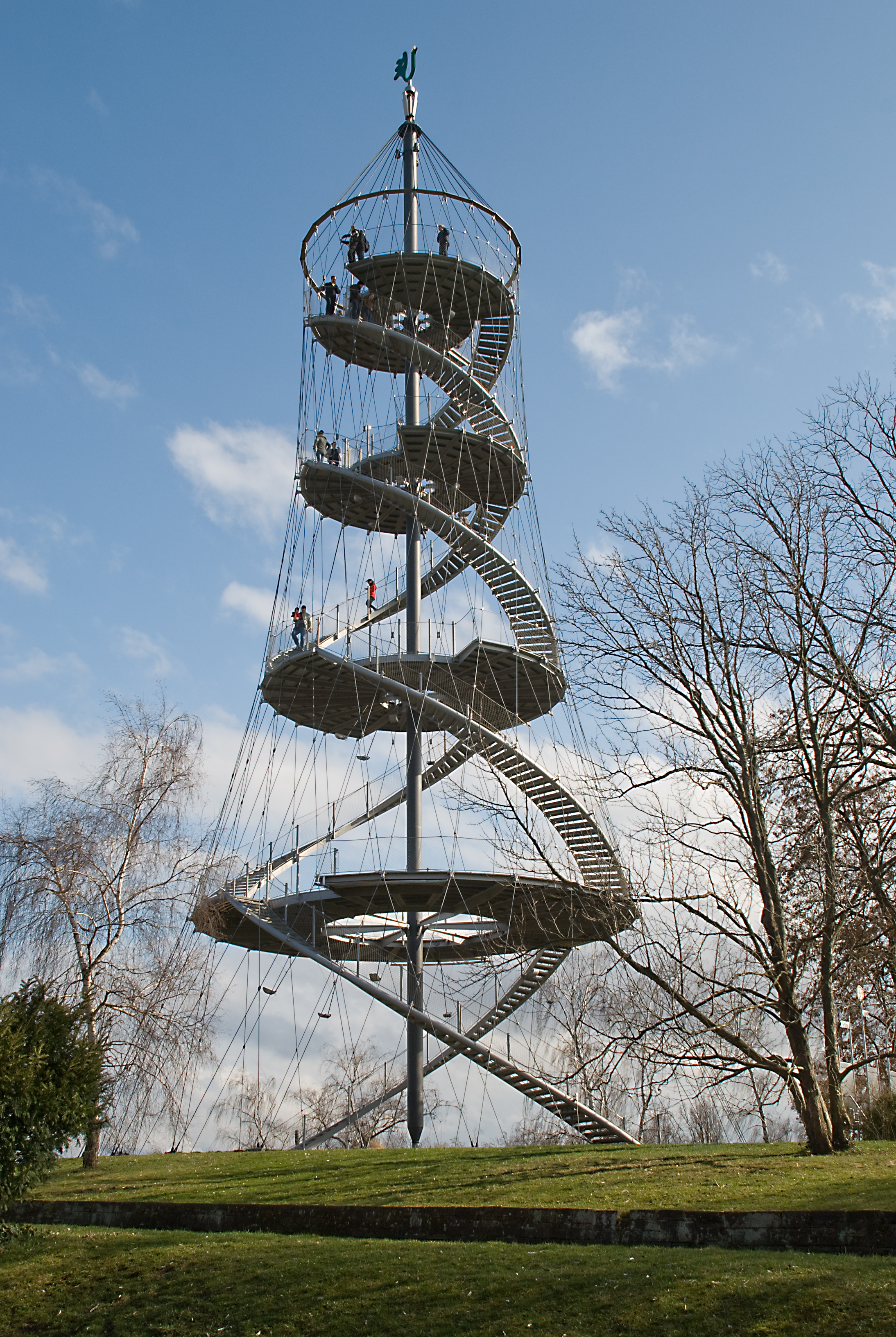
Башня Киллесберг в Штутгарте

Йорг Шлайх родился и вырос недалеко от Штутгарта в семье приходского священника. Получив инженерное образование и степень доктора наук в Штутгартском университете, он отправился учиться в США, а именно в Кливленд, по возвращении откуда он присоединился к архитектурному бюро Фрица Леонхардта. В составе бюро Шлайх спроектировал одно из самых известных сооружений 1960-х годов — «воздушную» крышу Мюнхенского олимпийского стадиона. В 1974 году он начал совмещать работу в бюро с преподаванием на кафедре массивного строительства в своём альма-матер. Спустя шесть лет Шлайх покинул команду Леонхардта для того, чтобы открыть собственное архитектурное бюро «Schlaich Bergermann Partner», которое на протяжении нескольких десятилетий выполняло заказы на проектирование объектов по всему миру, самыми известными из которых стали: крыша Мерседес-Бенц Арены в Берлине, мост Видьясагар Сету через реку Хугли в Калькутте и Башня Киллесберг в Штутгарте.